# Ružić (Horvátország)
Ružić (ejtsd: ruzsics) falu és község (járás) Horvátországban, Šibenik-Knin megyében.

## A község (járás) települései
Közigazgatásilag Baljci, Čavoglave, Gradac, Kljake, Mirlović Polje, Moseć, Otavice, Ružić és Umljanović települések tartoznak össze. A község központja Gradacon van.

## Fekvése
Knintől légvonalban 24, közúton 30 km-re délre, községközpontjától 2 km-re nyugatra, Dalmácia középső részén, a Petrovo-mező keleti részén, a Moseć-hegység keleti lábánál a Čikola bal partján fekszik. Területe részben sziklás hegyvidék, részben a folyó öntözte termékeny mező.

## Története
A község területe már ősidők óta lakott. Az emberi élet első nyomai az időszámítás előtti századokból származnak, amikor az illírek települései álltak itt. Közülük a legnagyobb erődített település maradványa Lunića felett található. A római korból ismert település Municipium Magnum a mai Umljanović területén volt, a Salona – Promona közötti római út mentén. Otavice és Kadine Glavice között a VII. légió katonai tábora feküdt. A Čikola partján kora keresztény templom romjai találhatók. A környező településekkel együtt 1522-ben szállta meg a török és csak a 17. század végén szabadították fel a velencei seregek. 1797-ben a Velencei Köztársaság megszűnésével a Habsburg Birodalom része lett. 1806-ban Napóleon csapatai foglalták el és 1813-ig francia uralom alatt állt. Napóleon bukása után ismét Habsburg uralom következett, mely az első világháború végéig tartott. A falunak 1857-ben 391, 1910-ben 466 lakosa volt. Az első világháború után rövid ideig az Olasz Királyság, ezután a Szerb-Horvát-Szlovén Királyság, majd Jugoszlávia része lett. 1991-ben lakosságának 77 százaléka horvát, 21 százaléka szerb nemzetiségű volt. A délszláv háború során megszállták a szerb csapatok. A horvátok tulajdonában levő összes házat és gazdasági épületet, a település épületeinek 80 százalékát lerombolták. Az ott talált, többnyire idős embereket meggyilkolták. Amikor 1995 augusztusában a Vihar hadművelet során a horvát csapatok a falut visszafoglalták nem találtak ott élő horvát embert. A lakosság létszáma az 1991-es 463-nak a háború utánra alig több mint felére esett vissza. A településnek 2011-ben 266, a községnek összesen 1591 lakosa volt. Lakói mezőgazdasággal, állattartással, különösen tejtermeléssel foglalkoznak. Sokan járnak a környék állami vállalataihoz és intézményeibe dolgozni, kis részük egyéni vállalkozó, a maradék nyugdíjas.

## Lakosság
| Lakosság változása | Lakosság változása | Lakosság változása | Lakosság változása | Lakosság változása | Lakosság változása | Lakosság változása | Lakosság változása | Lakosság változása | Lakosság változása | Lakosság változása | Lakosság változása | Lakosság változása | Lakosság változása | Lakosság változása | Lakosság változása |
| ------------------ | ------------------ | ------------------ | ------------------ | ------------------ | ------------------ | ------------------ | ------------------ | ------------------ | ------------------ | ------------------ | ------------------ | ------------------ | ------------------ | ------------------ | ------------------ |
| 1857               | 1869               | 1880               | 1890               | 1900               | 1910               | 1921               | 1931               | 1948               | 1953               | 1961               | 1971               | 1981               | 1991               | 2001               | 2011               |
| 391                | 491                | 441                | 373                | 497                | 466                | 461                | 474                | 497                | 611                | 631                | 619                | 493                | 463                | 250                | 266                |

## Nevezetességei
- A Ružićhoz tartozó Otavicén az 1932-ben épített mauzóleumban temették el a híres horvát szobrászművészt, Ivan Meštrovićot. Temploma a Legszentebb Megváltó tiszteletére van szentelve.[5] Oltárát és a freskókat Joze Kljaković akadémiai festőművész készítette. A mauzóleum a délszláv háború során súlyosan megrongálódott, bronz kapuit és a család tagjainak portréit elvitték, belső díszítéséből csak a kőből faragott domborművek maradtak meg. 1998-ban helyreállították és időnként miséket is tartanak benne.[6]
- Ružić településen 1900-ban egy kis kápolnát építettek, melyet egy útépítés során le kellett boltani, de eredeti formájában újjáépítették.